# Rodolfo Valentino - La leggenda
Rodolfo Valentino - La leggenda è una miniserie televisiva italiana di 2 puntate, scritta da Teodosio Losito, Paola Pascolini, Giuseppe Badalucco, Antonio Consentino, Franca De Angelis e Emanuela Del Monaco, diretta da Alessio Inturri  e trasmessa nel 2014 su Canale 5.
Tratta della vita del noto ballerino e attore italiano Rodolfo Valentino, interpretato da Gabriel Garko.
Gabriel Garko e Giuliana De Sio sono i due protagonisti insieme a Victoria Larchenko, Cosima Coppola, Asia Argento, Yari Gugliucci e Ángela Molina.

## Trama
La fiction racconta (con molte licenze) la biografia del celebre divo del cinema muto.
Rodolfo Guglielmi parte da Castellaneta in Puglia ed emigra in America. A New York comincia a farsi notare ballando come Taxi-boy in un locale per sole donne, adottando il nome d'arte Rodolfo Valentino o più semplicemente Rudy. 
Licenziatosi dal locale, Rudy e il suo agente Tony, partono per Hollywood dove inizia a lavorare negli studi cinematografici diventando il divo più acclamato, famoso e ricco del mondo fino al decesso improvviso dovuto a una peritonite.

## Puntate
| 1 | 17 aprile 2014 | 4.516.000 | 18,73% |
| 2 | 22 aprile 2014 | 3.853.000 | 14,38% |

## Musiche
Musiche di Savio Riccardi, montate da Mario Marcucci.
I titoli dei brani di Savio Riccardi e Czech National Symphony Orchestra presenti nelle puntate della fiction:
1. La leggenda
2. Rudy Valentino
3. Giocoso
4. Caterina e Rodolfo
5. Trappola amorosa
6. Betty
7. Tango Rodolfo